# うるる
株式会社うるるは、クラウドソーシングプラットフォーム「シュフティ」及びクラウドソーシングを利用した入札情報サイトなどを運営している日本の企業。東京証券取引所グロース市場に上場している。

## 沿革
- 2001年8月 - 北海道札幌市中央区にてコンピュータソフトウェアの開発、制作及び販売を目的として株式会社リナックス設立[2]
- 2003年
  - 10月 - 株式会社うるるへ商号変更[2]
  - 11月 - BPOデータ入力サービスの営業を開始[2]
- 2004年5月 - 東京都中央区勝どきに東京事務所を開設[2]
- 2005年11月 - 本社を東京都中央区勝どきへ移転[2]
- 2006年4月 - BPOスキャニングサービスの営業を開始[2]
- 2007年2月 - クラウドソーシング・サービス「シュフティ（shufti）」をリリース[2]
- 2008年9月 - 入札情報速報サービス「NJSS（エヌジェス）」をリリース[2]
- 2013年5月 - インドネシアに子会社として「PT. ULURU BALI」を設立[2]
- 2014年
  - 10月 -
    - 新設分割により100％子会社である「株式会社うるるBPO」を設立[2]
    - 幼稚園・保育園向け写真販売システム「園ナビフォト」（現・「えんフォト」）をリリース[2]
    - 手書きに対応したタブレット・フォーム・システム「カミメージ（KAMIMAGE）」をリリース[2]

  - 12月 - 本社を東京都中央区晴海へ移転[2]
- 2017年
  - 3月 - 東証マザーズへ新規上場[2]
  - 5月 - クラウドワーカーを活用したコール代行サービス「フレックスコール」をリリース[2]
- 2019年
  - 2月 - 「フレックスコール」をリニューアルした「fondesk」をリリース[2]
  - 4月 - 株式会社うるるBPOにて、徳島県小松島市にスキャンセンターを新規設立[2]

## 事業

### CGS事業（Crowd Generated Service）
クラウドワーカーがデータ入力やデータ収集を行い、そのデータ等を集約・加工しサービスを提供
- NJSS - 入札情報速報サービス
- えんフォト - 幼稚園・保育園向けの写真販売管理システム
- fondesk - クラウドワーカーを活用した電話受付代行サービス

### BPO事業
社内、クラウドワーカー、協力会社を用いたアウトソーシング受託業務

### クラウドソーシング事業
クラウドソーシング・プラットフォーム「シュフティ」を運営